# Snake River, Yukon
Snake River är ett vattendrag i Kanada.   Det ligger i territoriet Yukon, i den nordvästra delen av landet, 4 100 km nordväst om huvudstaden Ottawa.
Trakten runt Snake River är nära nog obefolkad, med mindre än två invånare per kvadratkilometer.